# Salmétérol
Le salmétérol est un agoniste des récepteurs béta-adrénergiques à longue durée d'action, utilisé dans le traitement de l'asthme et de la broncho-pneumopathie chronique obstructive (BPCO). Il est disponible sous forme d'inhalateur à poudre sèche qui dispense la drogue pulvérisée. Avant 2008, il existait également en aérosol-doseur.

## Relation structure/activité
Le salmétérol a un groupement aryl-alkyle avec une chaîne de 11 atomes partant de l'amine. Cela rend la molécule plus lipophile, ce qui est à l'origine de sa sélectivité envers les récepteurs β.

## Indications
Le salmétérol fait partie des agonistes des récepteurs adrénergiques à longue durée d'action (long-acting beta-adrenoceptor agonist ou LABA en anglais), généralement prescrits pour l'asthme sévère persistant, en relais d'un traitement par les agonistes β à courte durée d'action comme le salbutamol. Il est actuellement prescrit accompagné d'un corticostéroïde comme la béclométasone. La principale différence entre le salbutamol et le salmétérol réside dans la durée d'action : le salmétérol agit pendant environ 12h contre 4 à 6h pour le salbutamol. Lorsqu'il est utilisé de façon régulière, quotidiennement conformément à la prescription, le salmétérol inhalé réduit le nombre et la sévérité des attaques d'asthme. Cependant, comme tous les LABA, il n'est pas utilisable comme traitement de la crise une fois que celle-ci a commencé.
Le salmétérol inhalé fonctionne comme les autres agonistes béta-2, en relaxant le muscle lisse du poumon de façon à provoquer la dilatation des bronches. La longue durée d'action vient du fait que le salmétérol est d'abord capté dans le cytoplasme des cellules pulmonaires, avant d'être progressivement relâché dans l'espace intercellulaire où il entre en contact avec les récepteurs béta 2. La longue chaîne carbonée joue le rôle d'ancre dans la membrane. Le salmétérol n'entraîne pas d'internalisation des récepteurs ni de désensibilisation. Il est moins actif que le formotérol : une dose de 12 µg de formotérol est équivalente à 50 µg de salmétérol. En raison de sa lipophilie, son action est aussi moins rapide.
En association avec les corticoïdes, le salmétérol améliore les paramètres ventilatoires et diminue la fréquence des poussées.

## Associations
L'usage d'associations entre un corticoïde inhalé et un bronchodilatateur à longue durée d'action est de plus en plus répandu. La plus commune est l'association flucticasone/salmétérol (Seretide en Europe, Advair aux États-Unis).

## Effets secondaires
Les effets secondaires communs du salmétérol sont les vertiges, les céphalées et les sinusites. Ils sont mineurs dans la plupart des cas et ne requièrent pas ou peu de traitement. En revanche, certains effets plus rares doivent faire l'objet d'une consultation médicale immédiate : tachycardie, hypertension artérielle, dyspnée qui s'aggrave.

## Histoire

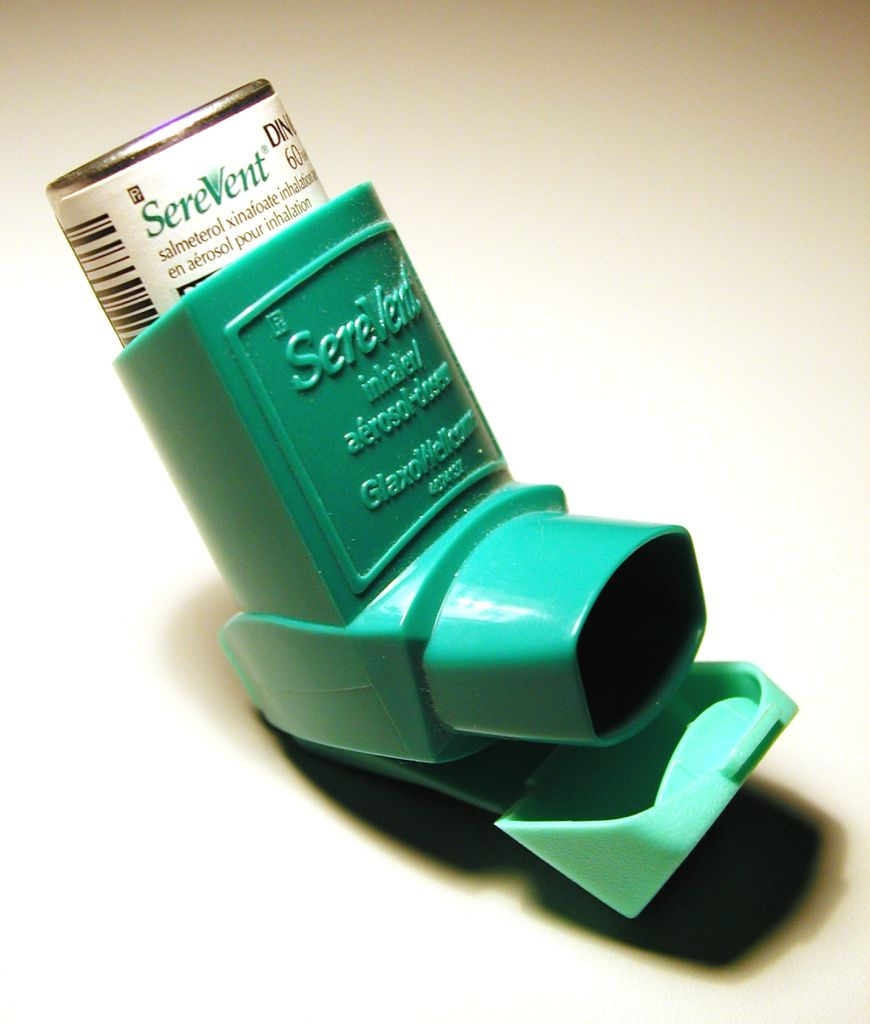
Un inhalateur typique de Serevent (plus sur le marché).

Le salmétérol est mis sur le marché pour la première fois par GlaxoSmithKline en 1990 sous le nom Serevent. En novembre 2005, la FDA américaine déclare que les béta-2 mimétiques à longue durée d'action pouvaient être impliqués dans une aggravation des symptômes parfois mortelle. Si l'utilisation des LABA inhalés fait toujours partie du traitement classique de l'asthme, une méta-analyse de 2006 a montré que le salmétérol pourrait augmenter le nombre de décès liés à l'asthme mais n'a pas été confirmée par une autre méta-analyse ultérieure.
Cela semble dû au fait que, bien qu'ils soulagent les symptômes de l'asthme, ils augmentent l'inflammation et la sensibilité des bronches sans que cela soit perceptible au niveau clinique.

## Synthèse
La synthèse du salmétérol est possible à partir du 2-phényléthanol.